# N-Acetylo-p-benzochinonoimina
N-Acetylo-p-benzochinonoimina (NAPQI) – organiczny związek chemiczny, pochodna acetamidu i 1,4-benzochinonu.
W organizmach zwierząt jest metabolitem paracetamolu przez cytochrom P450. Może mieć działanie hepatotoksyczne, u niektórych pacjentów stwierdzono też nefrotoksyczność. 
Przy prawidłowym dawkowaniu medycznym paracetamolu, ilość NAPQI powstającego w wątrobie wykazuje znikomą szkodliwość. 
Podstawową ścieżką metabolizmu paracetamolu jest glukuronidacja i przeprowadzenie w ester siarczanowy, co umożliwia detoksyfikację i eliminację. Część paracetamolu ulega natomiast utlenieniu przez cytochrom P450 do NAPQI. Związek ten jest szybko i efektywnie usuwany poprzez sprzęganie z glutationem i poprzez redukcję do paracetamolu. Przy wysokich dawkach paracetamolu ilość powstającego NAPQI jest tak duża, że zużywa on większość glutationu (80–90%), w efekcie czego narasta jego stężenie. Łączy się on wówczas z białkami i innymi makrocząsteczkami i uszkadza komórki wątrobowe i nerkowe, co w razie braku leczenia może doprowadzić nawet do śmierci w ciągu kilku dni.

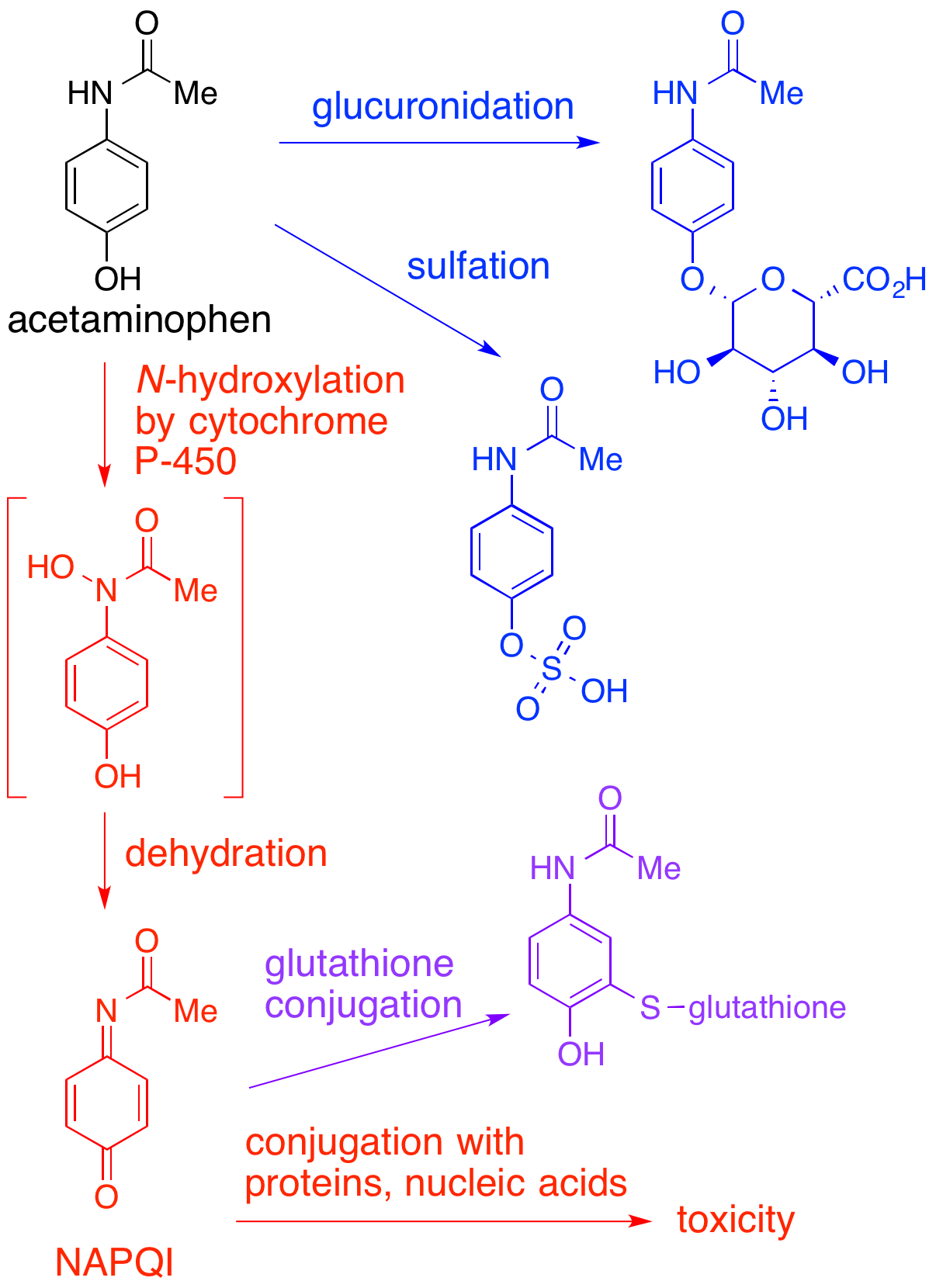
Metabolizm paracetamolu. Ścieżka z powstawaniem NAPQI wyróżniona jest kolorem czerwonym

Specyficzną odtrutką dla NAPQI jest acetylocysteina.